# 绍帕里·弗里杰什
弗里杰什·绍帕里（匈牙利語：Frigyes Szapáry，1869年11月15日—1935年3月18日），是奥匈帝国时期的匈牙利裔外交官，曾在1913年10月至1914年8月出任驻俄罗斯大使。绍帕里作为帝国末任驻俄大使在七月危机期间积极调停，并与俄国外相萨佐诺夫多次展开交涉。1914年8月奥俄宣战后他离开圣彼得堡回国转任上议院议员，但在战争时期不再发挥影响力。